# Norsepower

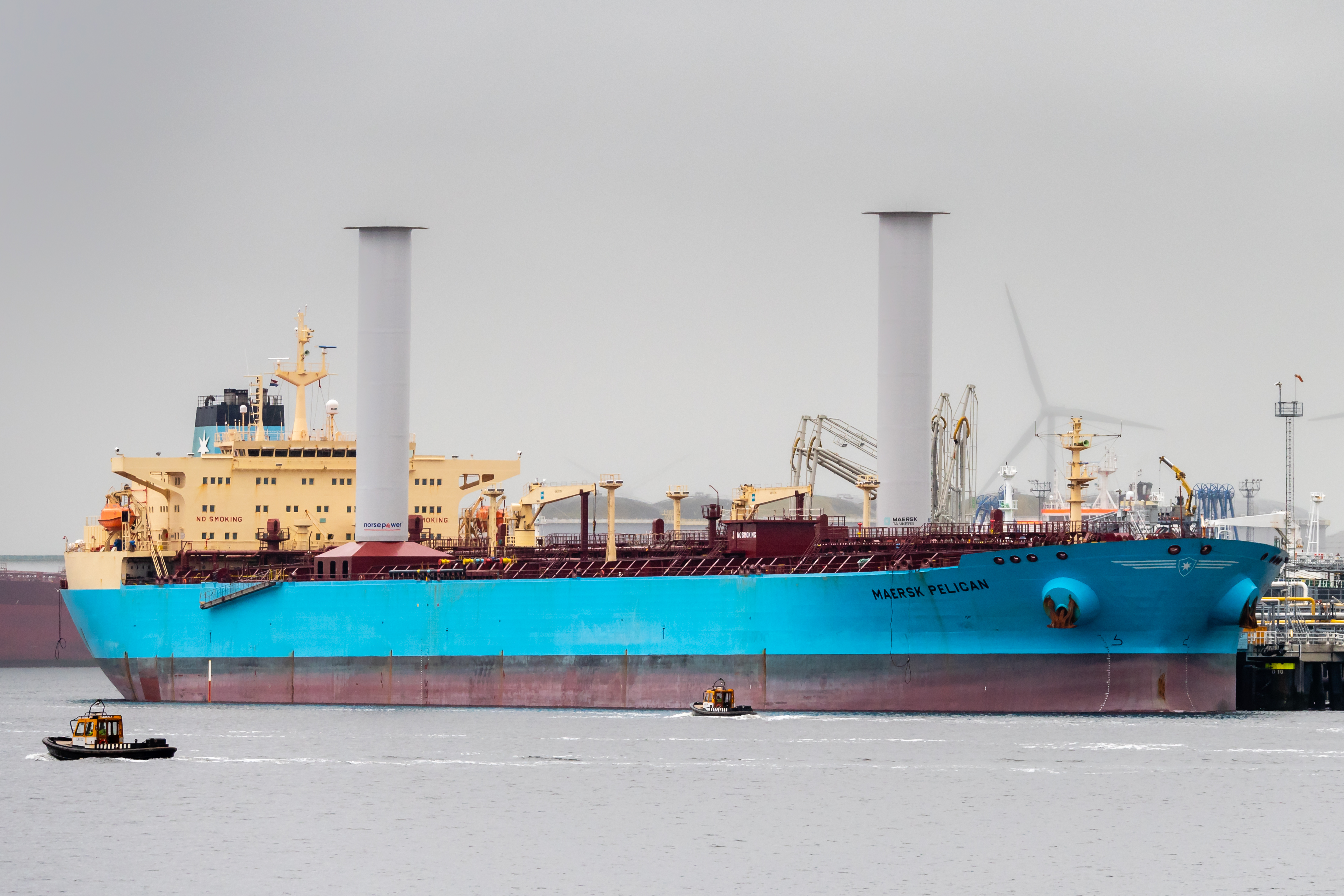
Maersk Pelican med rotorsegel från Norsepower

Norsepower Oy är ett finländskt teknikföretag.
Norsepower utvecklar och tillverkar rotorsegel, ett slags stort, cylindriskt, mekaniskt segel, vilket roterar och åstadkommer en framåtdrivande tryckskillnad, den så kallade Magnuseffekten. De används som kompletterande kraft för att minska fartygs bränsleförbrukning. Utvecklingen har stötts av den finländska statliga innovationsmyndigheten Tekes.
På passagerarfärjan M/S Viking Grace installerades 2018 ett 25 meter högt rotorsegeltorn. Två 30 meter höga rotorsegel, med en diameter på fem meter, installerades också 2018 på produkttankerfartyget Mærsk Pelican i Rotterdams hamn. Tidigare har två 18 meter höga rotorsegel installerats 2014 respektive 2015 på Bores ro-ro-fartyg M/V Estraden.